# ホーリー・グレイル (バンド)
ホーリー・グレイル(Holy Grail)は、2008年にアメリカ合衆国のカリフォルニア州パサデナで結成されたヘヴィメタルバンド。

## 歴史
ホーリー・グレイルはSorcerer（日本語では魔術師の意味）として2008年に結成された。ボーカルのジャイムス・ポール・ルナ、ギタリストのジェームズ・J・ラルー、ドラマーのタイラー・マールはすべてホワイト・ウィザード（英語: White Wizzard）の元メンバーである。
そこにスケルトンウィッチのベーシストのエリック・ハリスとギタリストのエリ・サンタナを採用しメンバーを揃えたが、最初のコンパクト盤を録音する前に、ベーシストはブレイク・マウントに代わっている。
2009年、バンドは最初のコンパクト盤 『Improper Burial』をProsthetic Recordsからリリース。2010年には最初のフルアルバム『クライシス・イン・ユートピア』をリリースし、批評家から絶賛された。イギリスの『メタル・ハマー』誌はGolden Gods Awardで、ホーリー・グレイルを「ベスト・ニュー・バンド」にノミネートした。同アルバムのカバージャケットは、Andrei Bouzikovによって描かれている。
バンドは2009年から2012年まで、ファーストアルバムツアーを熱心に行った。2010年4月、北米ツアーでアモン・アマースをサポートした。6月には、英国のダウンロード・フェスティバルなど、世界的のメジャーなフェスティバルにも招かれてパフォーマンスを披露した。
2010年7月、ベーシストはジェシー・サンチェスに変わるが、その年の10月にはマウントが再加入し元に戻っている。8月には、ドイツのヴァッケン・オープン・エアフェスティバルで演奏した。その後、エクソダスをサポートする3回目の北米ツアーを開始した。
2010年10月、ギタリストのラルーが脱退し、イアン・スコットが加入。スコット加入後のバンドの最初のパフォーマンスは、日本のLOUD PARKフェスティバルで行われた。12月、バンドは4回目の北米ツアーを行い、今回はブラインド・ガーディアンサポートした。
しかしデビュー時の短い成功の間に、バンドはメンバーチェンジを繰り返すなど、迷走をしていたと言っても過言では無い。またマネージャーも辞めるなど、メンバーの士気にも影響した。ホーリー・グレイルの評価は、人気者から負け犬へと変化していった。
2010年末、『クライシス・イン・ユートピア』がリリースされると再びバンドは批評家たちに称賛された。『リヴォルヴァー』誌は同アルバムを2010年のトップ20アルバムの一つに選出した。
2011年4月、ギタリストのスコットが脱退し、ボンデッド・バイ・ブラッドのアレックス・リーが加入。12月には2枚目のEPである『Season's Bleedings』をリリースした。
2013年1月22日、2枚目のフルアルバム『ライド・ザ・ヴォイド』を、北米ではProsthetic Records、ヨーロッパではをニュークリア・ブラストからリリースした。
直後に約2年に及ぶメタル・アライアンス・ツアーに乗り出し、 アンスラックス、エクソダス、ミュニシパル・ウェイスト 、 ハイ・オン・ファイア、シャドウズ・フォール などが出演した。

## メンバー
- ジャイムス・ポール・ルナ –  ボーカル (2008年 - 現在)
- エリ・サンタナ –  ギター (2008年 - 現在)
- アレックス・リー –  ギター (2011年 - 現在)
- ブレイク・マウント –  ベース (2008年 - 2010年、2010年 - 現在)
- タイラー・マール –  ドラム (2008年 - 現在)

### 過去のメンバー
- ジェームズ・J・ラルー –  ギター (2008年 - 2010年)
- イラン・スコット –  ギター (touring) (2010年 - 2011年)
- エリック・ハリス –  ベース (2008年)
- ジェシー・サンチェス –  ベース (touring) (2010年)

## 音楽スタイル
ボーカルのルナは自分たちを「デスメタルのリフ、モダンなブレイクダウン、パワーメタルの歌唱など、オールドスクール・メタルに新しい風を吹き込んだモダン・バンド」と表現してる。批評家たちは、スラッシュメタルの影響を受けた、伝統的な、あるいはレトロなヘビーメタルであると評している。 

## ディスコグラフィー

### スタジオアルバム
- クライシス・イン・ユートピア （2010年）
- ライド・ザ・ボイド （2013年）
- Times of Pride and Peril  （2016年）[10]

### コンパクト盤
- Improper Burial （2009年）
- Seasons Bleedings （2011年）

### コンピレーションアルバム
- Label Showcase - Prosthetic Records（2012年）

### シングル
- My Last Attack（2010年）
- Dark Passenger （2012年）